# Vranovići, Kotor
Vranovići este un sat din comuna Kotor, Muntenegru. Conform datelor de la recensământul din 2003, localitatea are 133 de locuitori (la recensământul din 1991 erau 209 locuitori).

## Demografie
În satul Vranovići locuiesc 103 persoane adulte, iar vârsta medie a populației este de 38,7 de ani (34,8 la bărbați și 43,0 la femei). În localitate sunt 35 de gospodării, iar numărul mediu de membri în gospodărie este de 3,80.
Această localitate este populată majoritar de sârbi (conform recensământului din 2003).
|  |

| Demografie | Demografie | Demografie |
| An         | Locuitori  | Locuitori  |
| ---------- | ---------- | ---------- |
|            |            |            |
|            |            |            |
|            |            |            |
|            |            |            |
| 1948       | 237        |            |
| 1953       | 254        |            |
| 1961       | 246        |            |
| 1971       | 221        |            |
| 1981       | 232        |            |
| 1991       | 209        | 202        |
| 2003       | 141        | 133        |

| \| Componența etnică conform recensământului din 2003[2] \| Componența etnică conform recensământului din 2003[2] \| Componența etnică conform recensământului din 2003[2] \| Componența etnică conform recensământului din 2003[2] \| Componența etnică conform recensământului din 2003[2] \| \| ----------------------------------------------------- \| ----------------------------------------------------- \| ----------------------------------------------------- \| ----------------------------------------------------- \| ----------------------------------------------------- \| \| \| \| \| \| \| \| Sârbi \| Sârbi \| \| 94 \| 70,67% \| \| Muntenegreni \| Muntenegreni \| \| 26 \| 19,54% \| \| Iugoslavi \| Iugoslavi \| \| 6 \| 4,51% \| \| Croați \| Croați \| \| 1 \| 0,75% \| \| necunoscută \| necunoscută \| \| 0 \| 0% \| |              |  |    |        |
| Componența etnică conform recensământului din 2003 |              |  |    |        |
| |              |  |    |        |
| Sârbi | Sârbi        |  | 94 | 70,67% |
| Muntenegreni | Muntenegreni |  | 26 | 19,54% |
| Iugoslavi | Iugoslavi    |  | 6  | 4,51%  |
| Croați | Croați       |  | 1  | 0,75%  |
| necunoscută | necunoscută  |  | 0  | 0%     |